# Roman Majkin
Roman Jur'evič Majkin (in russo Роман Юрьевич Майкин?; Puškin, 14 agosto 1990) è un ciclista su strada russo che corre per il Chengdu Cycling Team. Attivo in formazioni UCI dal 2009, ha vinto una tappa al Tour du Limousin 2016.

## Palmarès

### Strada
- 2014 (RusVelo, una vittoria)

2ª tappa Grand Prix of Sochi (Anapa > Anapa)
- 2015 (RusVelo, una vittoria)

3ª tappa Tour of Kuban (Tuapse > Krasnodar)
- 2016 (Gazprom-RusVelo, una vittoria)

2ª tappa Tour of Estonia (Tartu > Tartu)
2ª tappa Tour du Limousin (Dun-le-Palestel > Auzances)
- 2020 (Minsk CC, una vittoria)

1ª tappa Tour de Serbie (Jahorina > Zlatibor)
- 2024 (Chengdu Cycling Team, due vittorie)

2ª tappa Tour of Huangshan (Shexian > Huangshan)
Classifica generale Tour of Huangshan

#### Altri successi
- 2014 (RusVelo)

Classifica a punti Grand Prix of Sochi
- 2015 (RusVelo)

Classifica a punti Tour of Kuban
- 2023 (Pingtan International Tourism Island Cycling Team)

14ª tappa HTV Cup (Nha Trang > Phan Rang)
- 2024 (Chengdu Cycling Team)

Chengdu Tianfu Greenway International Cycling Race Of China (Cronosquadre)
1ª tappa Tour of Poyang Lake (Leping, cronosquadre)
Classifica a punti Tour of Huangshan
3ª tappa Tour of Zhaotong (Shuifu > Shuifu)

## Piazzamenti

### Classiche monumento
- Milano-Sanremo

2017: 193º

### Competizioni mondiali
- Campionati del mondo

Città del Capo 2008 - In linea Junior: 20º
Ponferrada 2014 - In linea Elite: ritirato
Doha 2016 - In linea Elite: ritirato

### Competizioni europee
- Campionati europei

Verbania 2008 - In linea Junior: 13º
Plumelec 2016 - In linea Elite: 101º
Trento 2021 - In linea Elite: ritirato